# Vicky Berner
Vicky Berner (26 luglio 1945 – 21 giugno 2017) è stata una tennista canadese.

## Biografia
Tennista specializzata nel doppio, vanta in questa disciplina cinque titoli in Rogers Cup mentre negli Slam ha ottenuto come migliore risultato i quarti di finale a Wimbledon 1967 e la semifinale nel doppio misto agli U.S. National Championships 1964.
Con la Squadra canadese di Fed Cup ha giocato un totale di undici incontri vincendone quattro.